# Мой дедушка — памятник
«Мой дедушка — памятник» — повесть Василия Аксёнова для детей, написанная в 1969 году и рассказывающая о приключениях советского пионера Гены Стратофонтова в вымышленном государстве Большие Эмпиреи. Повесть выдержана в юмористическом и ироническом ключе и основана «на сказочно-авантюрном осмыслении стереотипов советского масскульта».
Как правило, издаётся с подзаголовком «Повесть об удивительных приключениях ленинградского пионера Геннадия Стратофонтова, который хорошо учился в школе и не растерялся в трудных обстоятельствах»; в некоторых изданиях — с подзаголовком «Приключенческий роман».

## История
Авторская датировка: февраль—июнь 1969 года. Впервые опубликована в журнале «Костёр» (1970. № 7—10). Публикация в «Костре» объяснялась царившими в редакции вольнолюбивыми настроениями: тогда в журнале печатали произведения Иосифа Бродского и Юрия Коваля. При первопубликации в тексте были сделаны многочисленные сокращения, обусловленные лимитом места на журнальных страницах. В виде книги вышла в 1972 году в издательстве «Детская литература». Текст в книге существенно отличается от того, который был опубликован в журнале «Костёр»: с одной стороны, он гораздо лучше отредактирован, с другой — подвергся цензурному «причёсыванию», что выразилось в сделанных в нём незначительных купюрах и замене наименований реально существующих топонимов — стран и городов — вымышленными названиями. Хотя повесть нельзя назвать культовой, но она имела успех, что подтверждают некоторые комментарии на интернет-сайтах. В 1975 году последовало прямое продолжение — повесть «Сундучок, в котором что-то стучит», которая не имела читательского успеха, выпавшего на долю первой повести.
В связи с вынужденной эмиграцией В. Аксёнова из СССР в 1980 году и последовавшим вслед за этим лишением его советского гражданства повесть, как и другие его книги, не переиздавалась до момента отмены этого решения в 1990 году. В 1991 году она была впервые переиздана в Кемерово. Новые переиздания последовали уже в XXI веке, начиная с 2006 года.
Логическим завершением истории, начатой в «Дедушке» и продолженной в «Сундучке», стал роман В. Аксёнова «Редкие земли» (2007). Действие в нём происходит спустя тридцать лет после описанных в повестях событий. Его главный герой — осуждённый олигарх Ген Стратов, прототипом которого во многом явился Михаил Ходорковский. По мнению писателя, высказанному в интервью, «такой мальчик, как Геннадий Стратафонтов… никуда больше не мог пойти, как именно в комсомол. И он стал таким вундеркиндом режима, империи. Именно его в конце 70-х годов послали в Америку для участия в движении „Молодые лидеры мира“, а дальше — непременно МГИМО». В «Редких землях» неоднократно упоминается повесть «Мой дедушка — памятник»; так, один из героев говорит: «Это штука, поверьте мне, Винсент! По праву родины слонов могу сказать, что он предвосхитил „Гарри Поттера“». При этом подчёркивается, что «прототипы озлились на автора. Во-первых, вольности с именами. Перед нами потомственные Стратовы, а в книге их называют Стратофонтовы. С другой стороны, фигурирует Наташка Вертопрахова, а на самом-то деле это Ашка Вертолётова…» (жена Гена Стратова). Сам же главный герой, олигарх Стратов, «не очень-то любил упоминаний о неком Геннадии Стратофонтове, „который хорошо учился в школе и не растерялся в трудных обстоятельствах“, не очень-то он любил и литературные размышления о протагонистах и прототипах, он вообще не очень-то любил беллетристику».

## Сюжет
Главный герой повести — ленинградский пионер Геннадий Стратофонтов, отличник и спортсмен. Однажды на шахматном турнире он знакомится с океанологом Николаем Рикошетниковым, который летом на исследовательском судне «Алёша Попович» собирается исследовать прибрежный шельф близ архипелага Большие Эмпиреи в Океании. Гена мечтает побывать там — ведь он является потомком адмирала Стратофонтова, национального героя Больших Эмпиреев, который в XIX веке спас местное население от пиратов, в том числе известного злодея Рокера Буги.
Гену берут в экспедицию, которая сначала заезжает в Токио, где с трудом находит консула Республики Большие Эмпиреи и Карбункл. Тот сообщает, что судно может посетить страну при условии, что команда судна сыграет в футбол с командой эмпирейцев — ведь футбол (по местному «булоног») является их национальным спортом, в котором они считают себя непревзойдёнными. В столице республики экспедицию радостно встречают, поскольку эмпирейцы с нетерпением ожидают футбольного матча. На главной площади стоит памятник Гениному предку (на местный лад его именуют «Серхо Филимоныч Страттофудо»), однако пока эмпирейцам не сообщают, что среди прибывших есть потомок их героя.
Вскоре оказывается, что не все рады прибывшим: жители второго по величине острова страны, Карбункла, терпеть не могут футбол и устраивают провокации, из-за которых матч откладывается. Гену, который случайно становится свидетелем тайного разговора, похищают и увозят на Карбункл. Ему удаётся вырваться из плена и он знакомится с девочкой Доллис, которая как две капли воды похожа на Наташу Вертопрахову, одноклассницу Гены. Постепенно он понимает, что на Карбункле зреет тайный заговор по завоеванию власти в стране. При этом эмпирейская красавица-сенатор Накамура-Бранчевска, мать Доллис, оказывается главой мафиозной группировки. При помощи своих сторонников, в первую очередь негодяя Ричарда Буги, потомка пирата Рокера Буги, она планирует организовать вооружённый захват Эмпирей, в результате которого её провозгласят королевой страны.
Гене удаётся выдать себя за англичанина и втереться в доверие к злодеям. Он летит в Лондон, где становится свидетелем того, как под видом музыкантов симфонического оркестра головорезы Ричарда Буги готовятся к захвату Эмпирей. Подружившись с одним из бойцов (Джоном Греем по прозвищу Силач-Повеса), Гена открывает ему глаза на происходящее, и тот становится его сторонником. Вернувшись вместе с пиратами на архипелаг, Гена и Джон Грей успевают заменить оружие, которое те привезли в футлярах музыкальных инструментов, на сами музыкальные инструменты. В результате Эмпиреи оказываются спасены, а злодеи повержены. Джон Грей гибнет в схватке. Выясняется также, что Доллис и Наташа — сёстры-близнецы, одну из которых в раннем детстве выкрали, когда их родители-геологи работали в Бирме.

## Художественные особенности
По мнению Ирины Линковой, «у Василия Аксёнова никогда больше не было такой свободной и радостной книги, у которой нет никаких обязательств, кроме единственного — одержать победу». Она также отмечает, что «самые невообразимые неожиданности, случайности и пертурбации происходят буквально на каждой странице», так что «даже среди всемирно известных приключенческих романов недлинная повесть Василия Аксёнова запросто займёт первое место по динамике и темпу повествования — с большим отрывом!»
Повесть представляет собой собрание всевозможных авантюрных сюжетов с добавлением ходов в духе фильмов о Джеймсе Бонде, один из которых Аксёнов видел во время поездки за границу. Повести присущи пародийность и языковая игра, в том числе с английским языком. Формально и содержательно она перекликается с другими произведениями Аксёнова того же периода: романом-боевиком «Джин Грин — неприкасаемый», повестью «Затоваренная бочкотара» и романом «Ожог».

## Дополнительные факты
- Один из второстепенных героев повести, «плотник высшего разряда» Владимир Телескопов, является также главным героем повести Аксёнова «Затоваренная бочкотара»[15] (1968), а также фигурирует в романе «Золотая наша железка» (1973).
- Джон Грей (а также упомянутые в тексте Рита и крошка Нелли) являются героями фокстрота «В стране далёкой юга…»[16] 1924 года (музыка Матвея Блантера, слова Владимира Масса или Константина Подревского).
- В повести неоднократно упоминается придуманный Александром Грином город Зурбаган, из столицы архипелага Большие Эмпиреи Оук-Порта до Зурбагана налажено сообщение воздушным и морским транспортом.